# Classe Adjutant
I dragamine classe Adjutant sono state unità costruite per il dragaggio di mine navali, realizzate a partire dagli anni cinquanta per Marine di stati alleati degli Stati Uniti, nell'ambito del Mutual Defense Assistance Program, tra cui la Marina Militare italiana.
Alcune unità destinate agli stati europei, vennero realizzate negli Stati Uniti su specifiche N.A.T.O. e trasferiti alle marine europee, altre vennero costruite sullo stesso progetto nei cantieri europei, alcune su commesse “Off Shore”, costruite con i fondi M.D.A.P., messi a disposizione dagli Americani, per incrementare le capacità difensive dell'Europa Occidentale, accrescendone contemporaneamente la produzione industriale.
Inizialmente questi dragamine vennero classificati AMS (Auxiliary Minesweeper Series) cioè dragamine ausiliari, successivamente vennero riclassificati MSC (Coastal Minesweeper Class) cioè dragamine costieri.

## Caratteristiche
Le unità di questa classe avevano lo scafo monocarena in legno e materiali amagnetici.
L'armamento antiaereo era generalmente costituito da due mitragliere da 20 mm Oerlikon in un impianto binato.
L'apparato motore era costituito da due motori diesel dalla potenza di 900 HP nelle prime unità e 1200 hp in quelle successive. I motori, accoppiati agli assi portaelica mediante giunto a riduzione, consentivano ai dragamine di raggiungere una velocità di 14 nodi.

## Servizio
I dragamine di questo tipo hanno servito oltre che nella Marina Militare Italiana, nelle marine di Arabia Saudita, Belgio, Corea del Sud, Danimarca, Francia, Grecia, Giappone, Olanda, Norvegia, Pakistan, Portogallo, Spagna, Taiwan, Thailandia, Tunisia, Turchia, Uruguay, Fiji.

### Servizio nella Marina Militare Italiana
L'Italia ebbe in servizio 36 di queste navi, realizzate tra il 1953 e il 1957. La prima serie denominata classe Abete era costituita da 17 unità realizzate negli Stati Uniti su specifiche N.A.T.O. e trasferiti alla Marina Militare Italiana, La seconda serie formata da 19 unità costruite in cantieri italiani sullo stesso progetto, di cui le prime 12 unità hanno costituito la classe Agave, mentre le ultime 7 unità costruite su commessa “Off Shore” nei Cantieri di Monfalcone hanno costituito la classe Bambù. Nel 1961 venne trasferito all'Italia il dragamine “Mandorlo” (M 5519), in un primo momento denominato “Salice” (M 5519), costruito negli Stati Uniti, che pur avendo le stesse caratteristiche degli altri aveva aspetto leggermente diverso ed apparecchiature più moderne per cui non può essere inquadrato in nessuna delle classi precedenti.
Durante la loro attività operativa queste unità furono impiegate in operazioni di dragaggio acustico, magnetico e meccanico, soprattutto nel corso degli anni cinquanta e degli anni sessanta, quando non era raro il ritrovamento di mine lungo le coste italiane.
Durante il loro servizio nella Marina Militare alcuni furono trasformati in cacciamine, altri in pattugliatori e altri ancora in navi idrografiche e uno in unità di addestramento.